# Стойова къща
Стойовата или Стойковата къща е възрожденска къща, паметник на културата в град Радомир, България.

## Местоположение
Къщата е разположена в центъра на Радомир. 

## История
Построена е във втората половина на XIX век. През 1978 година е обявена за паметник на културата с местно значение. През 1987 година в къщата е настанена постоянна експозиция, част от Историческия музей - Радомир. Експозицията е посветена на традиционните занаяти в района - бозаджийство, терзийство, грънчарство. Участва в ежегодишната Нощ на музеите.